# ك. بي. رينولدز
ك. بي. رينولدز (بالإنجليزية: C. B. Reynolds) هو سياسي أمريكي، ولد في 12 أبريل 1846 في الولايات المتحدة، وتوفي في 11 نوفمبر 1915 في مقاطعة لويس في الولايات المتحدة. حزبياً، نشط في الحزب الجمهوري. وقد انتخب عضو مجلس نواب واشنطن.